# Генгело
Генґело (нід. Hengelo) — місто і громада в Нідерландах в провінції Оверейсел, розташоване у східній частині країни на кордоні з Німеччиною, біля Енсхеде.

## Історія
Генґело засноване в XVI столітті, коли Фредрік Твікельський побудував там церкву (зараз сам маєток Твікел ще можна знайти і відвідати в околицях міста). Громада вперше з'явилася тільки в 1802 році, і навіть до того моменту це було не більш ніж об'єднанням десятка ферм і селянських будинків. На гербі міста зображена річка, сніп злаків і бджолиний вулик. Генґело має розвинену текстильну індустрію, через що піддавався багаторазовим бомбардуванням під час Другої світової війни.

## Культура і освіта
У місті проводиться легкоатлетичний турнір Меморіал пам'яті Фанні Бланкерс — Кун.
Між Генґело і Енсхеде знаходиться великий Університет Твенте, який формально належить до Енсхеде, але з Генґело їхати туди ближче, тому в місті мешкає порівняно багато студентів. За статистикою саме мешканці Генґело в середньому витрачають більше на відвідування театрів, виставок та інших культурних установ, ніж мешканці будь-якого іншого міста в регіоні, включаючи і куди більші.

## Міста-побратими
- Емсдеттен, Німеччина.